# Arno Hübner
Arno Hübner (* 10. September 1893 in Burg (bei Magdeburg); † 20. August 1973 in Jena) war ein deutscher Jurist, Hochschullehrer und Verwaltungsbeamter, u. a. Landrat auf Rügen.

## Leben
Arno Hübner legte 1913 sein Abitur in Burg ab. Bis zum Kriegsbeginn 1914 studierte er Geschichte und Kunstgeschichte an den Universitäten in München, Leipzig und Berlin. Nach der Teilnahme am Ersten Weltkrieg, zuletzt als Leutnant der Reserve, studierte Hübner bis 1922 Rechtswissenschaft an den Universitäten in Freiburg, Berlin und Halle, wo er 1924 promovierte.
Nach den üblichen Assessorenstellen (beim Landrat in Altenkirchen (Westerwald) und bei der Regierung in Wiesbaden) wurde Hübner 1928 zum Landrat in Oldenburg in Holstein ernannt. Nach der Machtübernahme durch die Nationalsozialisten wurde Hübner als SPD-Mitglied zunächst aus dem Staatsdienst entlassen und lebte bis 1936 als Arbeitsloser in Stralsund. Bis zum Kriegsende arbeitete Hübner bei der Allianz AG als Versicherungsinspektor in Demmin (1937–1940) sowie als Geschäftsstellenleiter in Lodz (1940–1942) bzw. in Danzig (1942–1945).
Von der sowjetischen Militärregierung wurde Hübner 1945 zum Landrat des Kreises Bergen auf Rügen ernannt. 1947 wurde Hübner als Professor an die Universität Rostock (Lehrstuhl für Staatslehre, vergleichende Verfassungskunde, Verwaltungspolitik und Wirtschaftspolitik an der Gesellschaftswissenschaftlichen Fakultät) und 1950 an die Universität Jena berufen, hier für Staats- und Rechtstheorie und Völkerrecht. 1959 wurde Hübner emeritiert.
Als Jurist und Hochschullehrer hatte er zahlreiche Funktionen inne, darunter Präsident des Oberverwaltungsgerichts des Landes Mecklenburg (1947–1951), Direktor des Instituts für Staats- und Rechtstheorie an der Universität Jena (1951–1959), Prodekan (1951–1955) und Dekan der Rechtswissenschaftlichen Fakultät ebenda (1955–1959).

## Familie
Arno Hübner war der Sohn des Rektors Hermann Hübner und dessen Frau Clara Hübner, geb. Henschel. 
Hübner war der Schwiegervater des Schriftstellers Hans Joachim Schädlich und der Großvater der Schriftstellerin Susanne Schädlich.